# ‘En ‘Aqev
‘En ‘Aqev (hebreiska: עין עקב) är en källa i Israel.   Den ligger i distriktet Södra distriktet, i den södra delen av landet. ‘En ‘Aqev ligger 412 meter över havet.
Terrängen runt ‘En ‘Aqev är kuperad åt nordost, men åt sydväst är den platt. Runt ‘En ‘Aqev är det ganska glesbefolkat, med 42 invånare per kvadratkilometer. Närmaste större samhälle är Midreshet Ben-Gurion, 5,1 km nordväst om ‘En ‘Aqev. Trakten runt ‘En ‘Aqev är ofruktbar med lite eller ingen växtlighet.